# 江喜陀级巡防舰
江喜陀級巡防艦为緬甸的巡防艦，主要船體設計由中華人民共和國協助緬甸建造，上层结构的封闭程度较早先的雍籍牙级高，匿蹤能力大幅提升，武器則是「國際牌」，例如艦砲為明顯"克隆"自奧托梅萊拉76公厘艦炮的艦砲，但砲塔外殼卻是未曾見過的樣式，可能是來自伊朗的仿造品。
反艦飛彈明顯為中國製的C-802;AK-630 CIWS也很明顯為中國製造的版本，而非俄國原裝。
主桅杆上方雷達罩類似中國364系列雷達的縮小版，屬每分鐘40轉以上的高更新率近程搜索雷達，後桅杆上的雷達明顯來自印度生產的LW-08長程警戒雷達。
B炮位的AK-630之前則有多聯裝的MANPADS短程防空飛彈發射器，雖然艦上裝備均非頂尖，但對緬甸而言，已是小而美多功能的戰艦。
首舰江喜陀號（Kyanzittha F12）在2012年10月下水，2014年3月31日服役。

## 同型舰
| 舰名                  | 舷号 | 造船厂                 | 下水           | 服役           | 母港 |
| --------------------- | ---- | ---------------------- | -------------- | -------------- | ---- |
| 江喜陀号 Kyan Sittha  | F12  | Myanmar Naval Dockyard | 2012年10月22日 | 2014年3月31日  |      |
| 辛骠信号 Hsin Byushin | F14  | Myanmar Naval Dockyard | 2014年3月29日  | 2015年12月24日 |      |

### 相關
- 緬甸軍事
- 緬甸海軍（英语：Myanmar Navy）

### 東協新世代巡防艦
- 拉登·艾迪·瑪爾塔迪納塔級巡防艦 印度尼西亞
- 馬哈拉惹里拉級巡防艦 马来西亚
- 何塞·黎剎級巡防艦 菲律賓
- 可畏級巡防艦 新加坡
- 蒲美蓬·阿杜德級巡防艦 泰國
- 獵豹級巡防艦 越南